# Experimentelles Theater
Experimentelles Theater ist eine allgemeine Bezeichnung für verschiedene Bewegungen im westlichen Theater, das im 20. Jahrhundert als Reaktion gegen die damals dominierenden Versammlungen anfing, die das Schreiben und die Produktion des Dramas regelten. Auch stellte es sich insbesondere gegen den Naturalismus. 
Der Begriff Experimentelles Theater wird mehr oder weniger austauschbar mit der Bezeichnung Avantgardetheater verwendet. 
Eine besondere, zeitlich begrenzte Phase des experimentellen Theaters im 20. Jahrhundert wird als „Absurdes Theater“ („Theater des Absurden“) gekennzeichnet, bleibt aber nur auf wenige Dramatiker als eigenständige Bezeichnung bezogen.